# Joan Cortada i Sala
Joan Cortada i Sala (Barcelona, 1805 - Sant Gervasi de Cassoles, 9 de juliol de 1868) fou un novel·lista, periodista i historiador català.

## Literatura

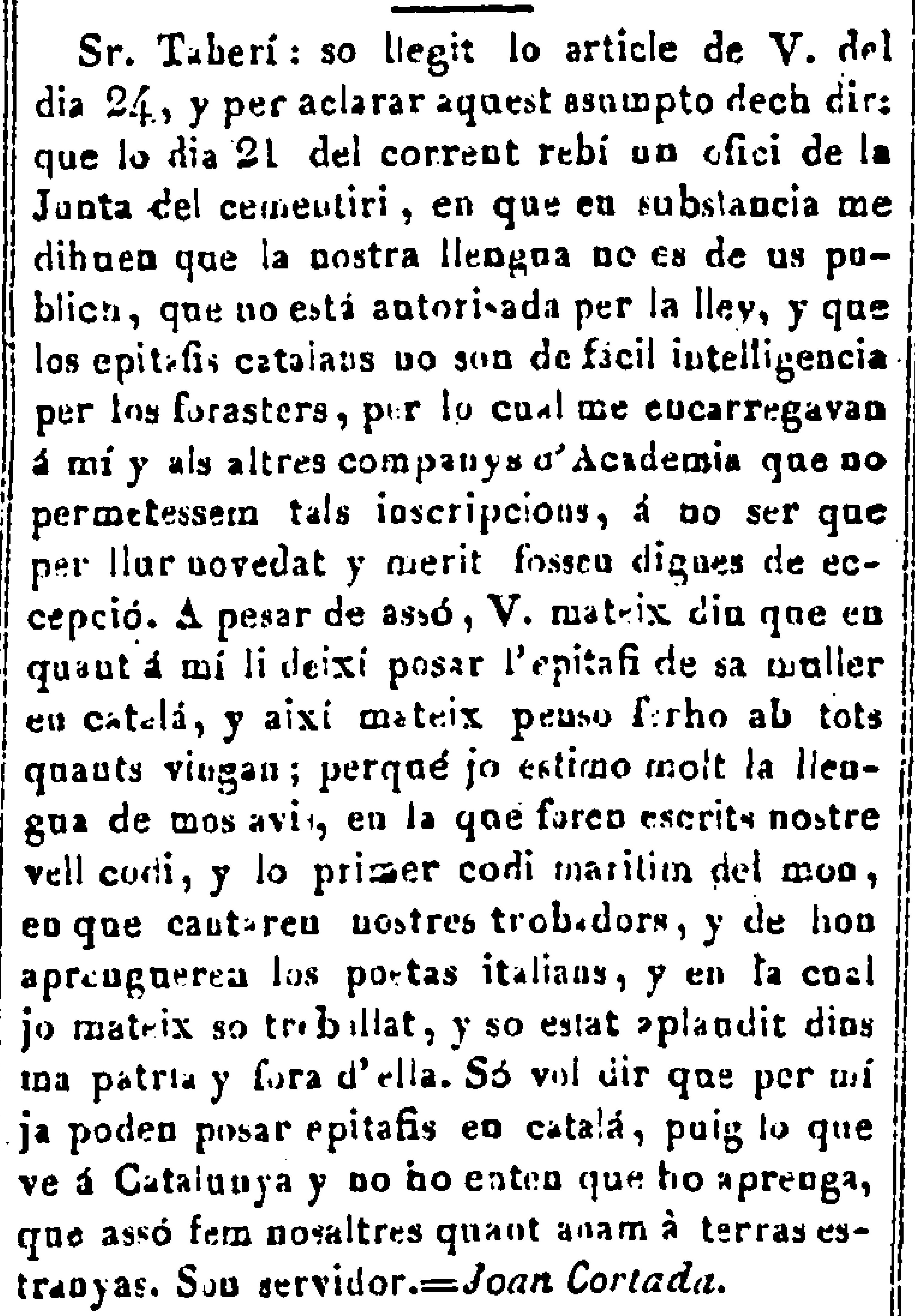
Escrit de queixa de l'historiador i escriptor català Joan Cortada i Sala al diari El Guardia Nacional per la prohibició d'epitafis en català l'any 1838, un dels exemples de la cronologia de la repressió del català.